# Lijst van beelden in Amersfoort-centrum
zuDe lijst van beelden in Amersfoort-centrum is onderdeel van een serie van lijsten van beelden in Nederlandse gemeente Amersfoort.
Dit deel bevat de beelden in de wijk Stadskern (centrum).
Onder een beeld wordt hier verstaan elk driedimensionaal kunstwerk in de openbare ruimte, waarbij beeld wordt gebruikt als verzamelbegrip voor sculpturen, standbeelden, installaties, gedenktekens en overige beeldhouwwerken.
Voor een volledig overzicht van de beschikbare afbeeldingen zie de categorie Beelden in Amersfoort-centrum op Wikimedia Commons.
| Geplaatst                                                | Omschrijving | Kunstenaar                                                                           | Locatie | Materiaal                                     | Afbeelding |
| -------------------------------------------------------- | --- | ------------------------------------------------------------------------------------ | --- | --------------------------------------------- | ---------- |
| 1619                                                     | meerdere gevelornamenten | onbekend                                                                             | Langestraat (gevel Langestraat 11)                                                                                                 |                                               |            |
| 1626                                                     | De Drie Ringen (gevelsteen, oorspronkelijk van brouwerij De Drie Ringen die gevestigd was op de hoek van de Kortegracht en de huidige Drieringensteeg)  | onbekend                                                                             | Drieringensteeg | steen                                         |            |
| 1626                                                     | De Drie Ringen (gevelsteen, oorspronkelijk van brouwerij De Drie Ringen die gevestigd was op de hoek van de Kortegracht en de huidige Drie Ringensteeg) | onbekend                                                                             | Kleine Spui (op de gevel van brouwerij De Drie Ringen)                                                                             | steen                                         |            |
| 1645                                                     | 't Huis te Niiwenburch | onbekend                                                                             | Muurhuizen (gevelsteen) | steen                                         |            |
| 1663 (gerestaureerd 2013)                                | De Kroon |                                                                                      | Krommestraat 38 |                                               |            |
| 1669                                                     | Hofje de Poth |                                                                                      | Coninckstraat (op de toegangspoort van Hofje de Poth)                                                                              |                                               |            |
| 1758                                                     | De Gekroonde El |                                                                                      | De Kamp 9 |                                               |            |
| 1779                                                     | De Vergulde Paarde |                                                                                      | Krommestraat 50-52 (niet meer aanwezig, nu te zien in Museum Flehite)                                                              |                                               |            |
| 1830                                                     | Gaper | onbekend                                                                             | Het Hof (aan de gevel van logement De Gaaper)                                                                                      |                                               |            |
| 1880                                                     | Pallas Athena | onbekend                                                                             | Westsingel (aan de gevel van het voormalige gymnasium)                                                                             |                                               |            |
| 1886                                                     | gevelsteen | onbekend                                                                             | Kortegracht 24 |                                               |            |
| ca. 1900                                                 | Jugendstil mozaïek firma H. Wolters | onbekend                                                                             | Havik (portiek Havik 37) |                                               |            |
| 1901                                                     | reliëf | onbekend (initialen M.F.)                                                            | Sint-Andriesstraat 2 |                                               |            |
| 1903                                                     | Jugendstil mozaïek voormalige slagerij | Faience en Tegelfabriek "Holland"                                                    | Lavendelstraat 2 |                                               |            |
| 1940                                                     | Den Nieuwe Engel (gevelsteen) | onbekend                                                                             | Langestraat 90 | steen                                         |            |
| 1940                                                     | De Vergulde Pauw (gevelsteen) | onbekend                                                                             | Langestraat 92 | steen                                         |            |
| 1946                                                     | gevelsteen met het wapen van Kardinaal Johannes de Jong                                                                                                 | Edelsmidse Brom                                                                      | Zuidsingel (aan het Huis met de Paarse Ruiten)                                                                                     |                                               |            |
| 1953                                                     | Industrie | Maarten Mooij                                                                        | Coninckstraat 46 | steen                                         |            |
| 1953                                                     | Vogel | Maarten Mooij                                                                        | Coninckstraat 48 | steen                                         |            |
| 1953                                                     | Zakkendrager | Maarten Mooij                                                                        | Coninckstraat 50 | steen                                         |            |
| 1953                                                     | Bakker | Maarten Mooij                                                                        | Coninckstraat 52 | steen                                         |            |
| 1954                                                     | gedenksteen Tweede Wereldoorlog | onbekend                                                                             | Lieve Vrouwekerkhof (op de Onze-Lieve-Vrouwetoren)                                                                                 | steen                                         |            |
| 1957                                                     | Paardje | Pieter Starreveld                                                                    | Stationsplein, later Utrechtsestraat (niet meer aanwezig)                                                                          | brons                                         |            |
| 1958                                                     | Liggende vrouw (of snelheid) | Jan van Luijn                                                                        | Stadsring/Flierbeeksingel | brons                                         |            |
| 1959                                                     | Sint Joris te Paard | Piet Esser                                                                           | Groenmarkt | brons                                         |            |
| 1961                                                     | Dansende kinderen | Aal Koning-de Jong                                                                   | Utrechtsestraat (op de muur van de voormalige V&D)                                                                                 |                                               |            |
| 1968                                                     | De Stadstrompetter | Paul Kingma                                                                          | Langestraat, hoek Muurhuizen | brons                                         |            |
| 1970                                                     | Pelgrimsteken | Aagje Pool                                                                           | Stadsplantsoen-Noord, in de buurt van de hoek van de St. Annastraat en de Kamp (op de stadsmuur)                                   | zandsteen                                     |            |
| 1974?                                                    | wapen van Amersfoort | onbekend                                                                             | Stadhuisplein (aan de muur van het stadhuis)                                                                                       |                                               |            |
| 1974?                                                    | onbekend | onbekend                                                                             | Stadhuisplein (bij de ingang van het stadhuis)                                                                                     |                                               |            |
| 1983                                                     | De Loper | Peter Rolf                                                                           | Kamp, hoek St. Annastraat | staal                                         |            |
| 1984                                                     | Amers-voorde (baadster) | Marius van Beek                                                                      | Varkensmarkt | graniet                                       |            |
| 1984                                                     | Amers-voorde (torser) | Marius van Beek                                                                      | Varkensmarkt | graniet                                       |            |
| 1987                                                     | Hellehond | Ton Mooy                                                                             | Hellebrug (Bollebruggang) | steen                                         |            |
| 1987                                                     | naamloos | Joost van Santen                                                                     | Koestraat (in parkeergarage Koestraat, bij uitgang Varkensmarkt)                                                                   | kunststof                                     |            |
| 1990                                                     | Het verlangen naar een beeld | Emile van der Kruk                                                                   | Lieve Vrouwekerkhof (hoek Krankeledenstraat; lege nis en stoeptegel)                                                               | steen                                         |            |
| 1990                                                     | 6 mozaïeken | Berry Dillen (architect)                                                             | Muurhuizen |                                               |            |
| 1992                                                     | Sint Joris en de Draak | onbekend                                                                             | Zevenhuizen (in de dakruiter van de Boterwaag; verschijnt ieder heel uur)                                                          |                                               |            |
| ca. 1993                                                 | zonnewijzer | Naan Rijks                                                                           | Breestraat (achtergevel Museum Flehite)                                                                                            |                                               |            |
| 1994                                                     | Vier Elementen | Bogdan Bocanet                                                                       | Stadhuisplein (op het stadhuis) | diverse materialen                            |            |
| 1994                                                     | Zonnetafel | Joost Barbiers                                                                       | Westsingel (achter de oude mannenzaal van het Sint Pieters en Blocklandts Gasthuis)                                                |                                               |            |
| 1994- 1995                                               | Twaalf consoles met historische voorstellingen | Ton Mooy                                                                             | Onze-Lieve-Vrouwetoren | Volvic basaltlava                             |            |
| 1995                                                     | Verlangen | Jolanda Meulendijks                                                                  | Stadsring (op het dak van/voor het UWV kantoor)                                                                                    |                                               |            |
| 1995                                                     | kunstwerk-zonnewijzer (in de volksmond Klokfontein) | Herman Bin                                                                           | Molenstraat |                                               |            |
| 1996                                                     | fontein | Cor van den Braber, spuwerkop Ton Mooy                                               | Hof | blauwe hardsteen, spuwerkop brons             |            |
| 1996                                                     | Der Zyklus | Norbert Radermacher                                                                  | Muurhuizen en De Hof (zeven bronzen platen in de bestrating)                                                                       | brons                                         |            |
| 1997                                                     | Verdwenen hoogte | Naan Rijks                                                                           | Achter Davidshof (niet meer aanwezig)                                                                                              | hout, koper                                   |            |
| 2000                                                     | Ontmoetingsbank | Gijs Bakker                                                                          | Annie Brouwerplantsoen | brons                                         |            |
| 2000                                                     | speeltoestellen | onbekend                                                                             | Mooierstraat (bij winkelcentrum Drakennest)                                                                                        |                                               |            |
| 2001 - 2019                                              | Negentien waterspuwers | Ton Mooy                                                                             | Kademuren Spui, Langegracht en Kortegracht, Westsingel, Weverssingel en Havik                                                      | Blauwe hardsteen en Namense steen; 1 in brons |            |
| 2001                                                     | Annie/Barbie | Hans van Houwelingen                                                                 | Mooierplein (bij het Drakennest)                                                                                                   |                                               |            |
| 2001                                                     | Amersfoort omstreeks 1580 | Louk van Meurs-Mauser                                                                | Plantsoen Noord (op de muur van de volmolen bij de Koppelpoort)                                                                    |                                               |            |
| 2002                                                     | Argentum | Nicolas Dings                                                                        | Stadsring, hoek Molenstraat | graniet                                       |            |
| 2003                                                     | Op schoot in Amersfoort | Henk Visch                                                                           | Stadsring, hoek Arnhemsestraat en Grote Haag                                                                                       | brons                                         |            |
| 2005                                                     | 11.000 sleutels | René van Corven                                                                      | Stadhuisplein (binnenplaats Observant)                                                                                             |                                               |            |
| 2006                                                     | Bubbels | Theo van der Hoeven                                                                  | in de gracht op de hoek van de Westsingel en de Nieuweweg (bij Museum Flehite) (niet meer aanwezig)                                |                                               |            |
| 2007                                                     | beeld van een zuster van de Dochters van Liefde van de H. Vincentius à Paolo te Nuth                                                                    | De Onbekende Beeldhouwer                                                             | Stadhuisplein (op de binnenplaats van De Observant - stond oorspronkelijk in de tuin van het voormalig Sint Elisabeth Gasthuis)    |                                               |            |
| 2007                                                     | plaquette van Johan van Oldenbarnevelt | onbekend                                                                             | Muurhuizen (op de muur van De Bollenburgh)                                                                                         |                                               |            |
| 2007                                                     | Weg naar de toekomst | Krijnie Beyen                                                                        | Langestraat (boven de gracht aan de zijwand van het winkelpand Langestraat 2)                                                      |                                               |            |
| 2008                                                     | Oude Eemloopbrug | Couzijn van Leeuwen                                                                  | Bloemendalsestraat, park bij Koppelpoort                                                                                           |                                               |            |
| 2008                                                     | Der Vogel | Armando                                                                              | Langegracht (op de spits van de Elleboogkerk, niet meer aanwezig)                                                                  |                                               |            |
| 2009                                                     | Game over | Balta                                                                                | Zuidsingel (in de gracht) |                                               |            |
| 2009                                                     | zitsculpturen | Inez de Heer Kloots                                                                  | Westsingel (Tuin museum Flehite)                                                                                                   |                                               |            |
| 2009                                                     | De Grachtengordel van Amersfoort | Theo van der Hoeven                                                                  | Langegracht (bij het startpunt van de rondvaartboot)                                                                               |                                               |            |
| 2009                                                     | plaquette van de Kamperbinnenpoort |                                                                                      | Kamperbinnenpoort |                                               |            |
| 2010                                                     | Johan van Oldenbarnevelt | Ingrid Mol                                                                           | Zuidwal, nabij Bollenburgh (verplaatst naar Park Randenbroek)                                                                      | keramiek                                      |            |
| 2010                                                     | Zittende houten mannen | Tom Claassen                                                                         | Stadhuisplein en Smallepad (in Plantsoen-West)                                                                                     | hout                                          |            |
| 2010                                                     | plaquette Monnikendam |                                                                                      | Plantsoen-Oost (op de waterpoort Monnikendam)                                                                                      | keramiek                                      |            |
| 2011                                                     | Monument ter herinnering aan de verborgen geschiedenis van de Appelmarkt                                                                                |                                                                                      | Appelmarkt |                                               |            |
| 2011                                                     | Maak me af, maak me compleet | Couzijn van Leeuwen                                                                  | Plantsoen-West (bij Kunsthal KAdE)                                                                                                 |                                               |            |
| 2011 (schilderwerk in Mondriaanpatroon dateert van 2015) | Leugenbank (ook bekend als Mondriaanbank) | Rob Knipscheer en Joop van Drie (ontwerp en uitvoering van het schilderwerk)         | Krommestraat (voor de winkel van de Waterlijn gedurende de periode dat deze geopend is, dat wil zeggen van mei tot oktober)        |                                               |            |
| 2011                                                     | Noch einmal | Henk Visch                                                                           | Smalle Pad. In 2018 verplaatst naar Amsterdam-Oost, Polderweg.                                                                     |                                               |            |
| 2012                                                     | gevelsteen (ter nagedachtenis aan bouwmeester Willem van Gent)                                                                                          | Toon Rijkers                                                                         | Varkensmarkt |                                               |            |
| 2012                                                     | Houtleven | Thijs Trompert en Marisja Smit                                                       | Westsingel (op het terras van Museum Flehite)                                                                                      | hout                                          |            |
| 2013                                                     | Museumlint | Maria Roosen                                                                         | Kleine Spui, Langegracht, Kortegracht (tussen de instellingen van Amersfoort in C, Mondriaanhuis, Museum Flehite en Kunsthal KAdE) |                                               |            |
| 2013                                                     | Koningshek | Margot Berkman                                                                       | Smalle Pad/Plantsoen-West |                                               |            |
| 2014 - 2021                                              | Pelgrimsdeur | Eric Claus                                                                           | Lieve Vrouwekerkhof (in de Onze Lieve Vrouwetoren)                                                                                 | brons                                         |            |
| 2014                                                     | houten totempaal | Jaap Hielema                                                                         | Westsingel (in de stadstuin) | hout                                          |            |
| 2015                                                     | Het Stokske van Johan van Oldenbarneveldt, Vader des Vaderlands                                                                                         | Ton Mooy                                                                             | Zuidsingel (herplaatst bij de Breestraatbrug)                                                                                      | zandsteen                                     |            |
| 2015                                                     | Monument Mondriaan | Frank Halmans                                                                        | Kortegracht (voor het Mondriaanhuis)                                                                                               |                                               |            |
| 2016                                                     | De Schreeuw | Rob Sweere                                                                           | Stadsring |                                               |            |
|                                                          | drie beelden van een leeuw met het wapen van het Sint Pietersgasthuis                                                                                   | onbekend                                                                             | Westsingel (op het Sint Pieters en Blocklandts gasthuis)                                                                           |                                               |            |
|                                                          | De Gulde Vysel | onbekend                                                                             | Muurhuizen (gevelsteen) | steen                                         |            |
|                                                          | Bogt van Genee | onbekend                                                                             | Grote Spui 29 |                                               |            |
|                                                          | De Snuifmolen |                                                                                      | De Kamp 2 |                                               |            |
|                                                          | D'Gekroonde Byekorf |                                                                                      | De Kamp 10 |                                               |            |
|                                                          | De Keerskorf |                                                                                      | De Kamp 24 |                                               |            |
|                                                          | De Witte en Swarte Hont |                                                                                      | De Kamp 73 |                                               |            |
|                                                          | brievenbus in de vorm van een uil |                                                                                      | Krankeledenstraat 1 |                                               |            |
|                                                          | mozaïeken |                                                                                      | Krankeledenstraat 8 |                                               |            |
|                                                          | gevelornamenten |                                                                                      | Krommestraat 5 |                                               |            |
|                                                          | Het Lam Gods |                                                                                      | Krommestraat 10 |                                               |            |
|                                                          | gevelornamenten |                                                                                      | Krommestraat 14 |                                               |            |
|                                                          | weggehakt wapen |                                                                                      | 't Zandt 19 |                                               |            |
|                                                          | gevelsteen met zeilschip |                                                                                      | Kleine Spui 8 |                                               |            |
|                                                          | Eliza door de raven gespijzigd |                                                                                      | Kleine Spui 8 |                                               |            |
|                                                          | gevelornamenten |                                                                                      | Hof 11 |                                               |            |
|                                                          | Wapen van Amersfoort | onbekend                                                                             | Hof 12 |                                               |            |
|                                                          | reliëf | onbekend                                                                             | Het Zand 33 |                                               |            |
|                                                          | gevelornamenten | onbekend                                                                             | Zuidsingel 68 |                                               |            |
|                                                          | De Moor | onbekend                                                                             | Langestraat (gevelbeeld) (niet meer aanwezig)                                                                                      |                                               |            |
|                                                          | gevelsteen voormalige slagerij | onbekend                                                                             | Lavendelstraat |                                               |            |
|                                                          | | onbekend                                                                             | Stadhuisplein (zijde Molenstraat)                                                                                                  |                                               |            |
|                                                          | Sint Joris en de Draak | onbekend                                                                             | Zevenhuizen 7 |                                               |            |
|                                                          | plaquette Stichting Armen de Poth |                                                                                      | Pothstraat (bij de ingang van het Hofje de Poth)                                                                                   |                                               |            |
|                                                          | maquette en plaquette Hofje de Poth |                                                                                      | Hofje de Poth |                                               |            |
|                                                          | plaquette Onze Lieve Vrouwetoren) |                                                                                      | Lieve Vrouwekerkhof (op de Onze-Lieve-Vrouwetoren))                                                                                |                                               |            |
|                                                          | plaquette De Hof |                                                                                      | Zevenhuizen |                                               |            |
|                                                          | plaquette Joriskerk |                                                                                      | Zevenhuizen |                                               |            |
|                                                          | beeld van Sint Elisabeth van Hongarije | Kopie door Ton Mooy/Gert Prins/atelier Mooy van het beeld in de Sinte Brandaenstraat | voorgevel van het Sint-Elisabethziekenhuis aan de Sint Andriesstraat                                                               |                                               |            |
|                                                          | stadswapen Amersfoort |                                                                                      | Koppelpoort |                                               |            |
|                                                          | Leeuw met zonnewijzer |                                                                                      | Koppelpoort |                                               |            |
|                                                          | 't Nonnetje | onbekend                                                                             | aan de gevel van 't Nonnetje aan de Groenmarkt                                                                                     |                                               |            |
|                                                          | | onbekend                                                                             | Zuidsingel |                                               |            |
|                                                          | onbekend | Nicolaas van Os                                                                      | Westsingel (bij Museum Flehite) |                                               |            |
|                                                          | |                                                                                      | Westsingel (bij Museum Flehite; niet meer aanwezig)                                                                                |                                               |            |
|                                                          | ridder | onbekend                                                                             | Utrechtsestraat (boven de Riddergang ingang van de winkelgalerij Sint Jorisplein) (niet meer aanwezig)                             |                                               |            |
|                                                          | gevelsculptuur |                                                                                      | Molenstraat (op de wand van het kantoor van het RIAGG)                                                                             |                                               |            |
|                                                          | Gedicht buitenshuis | Helma Viersma                                                                        | Coninckstraat (op de wand van Scholen in de Kunst)                                                                                 |                                               |            |
|                                                          | Mondriaanstoel | Onbekend                                                                             | Smalle Pad/Korte Spui |                                               |            |
|                                                          | Bouwdelen oude station | Onbekend                                                                             | Station Amersfoort Centraal | Zandsteen                                     |            |
|                                                          | Machine | Thijs Trompert en Marisja Smit                                                       | Achter Davidshof (niet meer aanwezig)                                                                                              |                                               |            |